# Kostel Navštívení Panny Marie (Ludvíkov)
Kostel Navštívení Panny Marie v obci Ludvíkov (okres Bruntál) je filiální kostel postavený v 18. století a kulturní památka České republiky.

## Historie
Kostel byl postaven v letech 1792–1793 na místě dřevěné kaple z roku 1775. V letech 1992–1994 byly provedeny záchranné opravy. Po vyhlášení kostela kulturní památkou v roce 2008 byly provedeny v letech 2009–2010 rozsáhlé rekonstrukce, restaurování stěn a stropů, obnovena původní břidlicová podlaha a další práce. 
Kostel je v majetku obce Ludvíkov. V tomto filiálním kostele jsou slouženy mše svaté vždy v první sobotu v měsíci, kostel spadá pod duchovní správu Farnosti ve Vrbně pod Pradědem.

## Popis
Neorientovaná jednolodní zděná plochostropá stavba s hranolovou věží v průčelí. Do kostela se vstupuje v jižní stěně. Kněžiště je umístěno v západní části a je odděleno vítězným obloukem od lodi. Za kněžištěm se nachází sakristie.

### Interiér
Oltář umístěn v presbitáři tvoří zděná mensa, na které je dřevěný pseudorokokový svatostánek s dřevěnými sochami andělů a klasicistními zdobnými řezbami. Nad oltářem je obraz s vyobrazením Navštívení Panny Marie. Předlohou tohoto obrazu byl původní olrářní obraz z dřevěné kaple, která stávala na místě tohoto kostela. Tento původní obraz věnovala paní Marie Pompe, 
Obrazy sv. Aloise Gonzagy a sv. Jana Nepomuckého od neznámého autora z druhé poloviny 18. století. 
V hlavní lodi kostela je zavěšen ověsový skleněný  lustr neznámého data výroby.
Při opravě v roce 1993 byla nalezena pamětní listina s datací výstavby a zasvěcení kostela.
Na kúru se nacházejí funkční varhany, OPUS 7, z roku 1874 od firmy Franz Rieger a syn z Krnova.
Křížová cesta v kostele,  byla věnována několika významnými osobami např. Arcivévodou Eugenem, velmistrem Řádu německých rytířů, ale také obyvateli obce Ludvíkov (rodina Gaidosch, Trampusch) aj. Olejomalby namaloval opavský malíř Paul Assman.